# Antiga Fàbrica Mauri
L'Antiga Fàbrica Mauri és un edifici de Mataró (Maresme) catalogat com a bé cultural d'interès local.

## Descripció
Fàbrica de planta baixa, pis i golfes. Presenta una estructura de pilars de fosa i sostres de voltes de maó de pla atirantades amb jàsseres metàl·liques. La coberta és a dues aigües amb aiguavés central i carener perpendicular a la façana del carrer. Està sustentada per una estructura d'arcs d'obra on reposen les bigues de fusta. La façana, de línies senzilles, respon directament al plantejament funcional de l'edifici. Es caracteritza pel ritme seriat de les finestres tan en planta baixa com en planta pis. És arrebossada i presenta una petita cornisa a nivell de cada pis.

## Història
El 1903 era la fàbrica de gènere de punt d'Antoni Gassol i Civit. L'edifici fou adquirit pel senyor Mauri, que es dedicà a la fabricació de capses de cartró. Entre 1940 i 1958 la raó social s'anomenà Vídua de F. Mauri. L'any 1958 es creà l'empresa Cartón-Embase SA. El 1962 passà a anomenar-se Indústria Reisem SA i continuà dedicant-se a la fabricació d'envasos de cartó.